# Jakobskirche (Braunschweig)

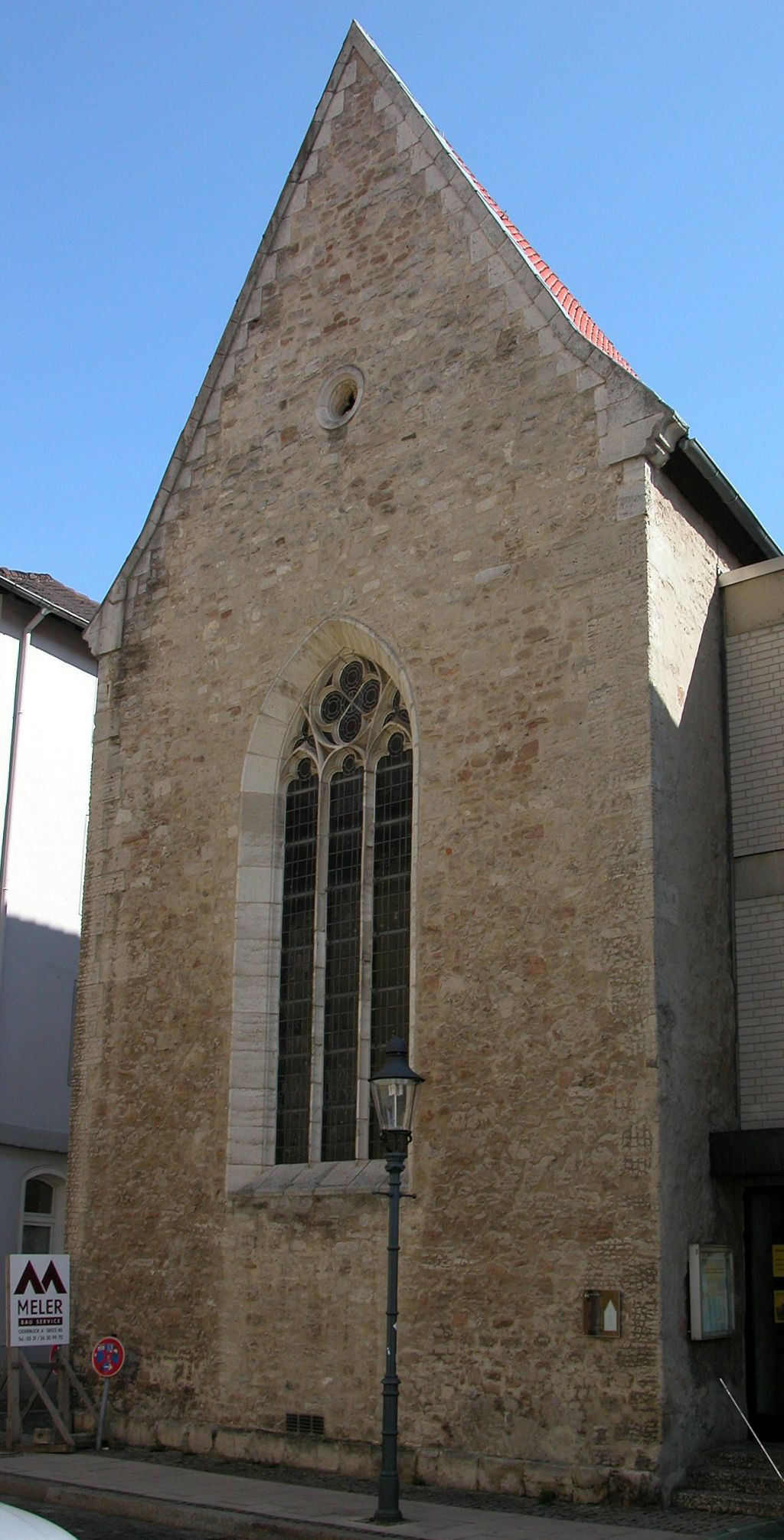
Wiederaufgebaute Jakobskirche

Die Jakobskirche, auch Jakobskapelle, gilt als ältester Kirchenbau der Stadt Braunschweig und befindet sich im Weichbild Altstadt, am heutigen Eiermarkt.

## Bau- und Nutzungsgeschichte
Der Legende nach, soll die (historisch bisher unbelegte) erste Siedlung auf dem Gebiet des heutigen Braunschweig im Jahre 861 gegründet worden sein. Besonders ausführlich schildert dies der aus Braunschweig stammende mittelniederdeutsche Chronist Hermann Bote in seiner um 1500 entstandenen Braunschweiger Weltchronik. Demnach entschlossen sich die beiden sächsischen, evtl. aus liudolfingisch-ottonischem Geschlecht stammenden Brüder Bruno und Dankward an der Oker eine Siedlung zu gründen, wobei Dankward zu Ehren der Apostel Peter und Paul eine Kirche und die Burg Dankwarderode errichten ließ und Bruno Häuser an der Stelle bauen ließ, wo sich heute der Eiermarkt befindet, darüber hinaus soll Bruno eine Kirche zu Ehren des heiligen Jakob gestiftet haben – die Jakobskirche.
Ausgrabungen, die seit 1954 stattgefunden haben, konnten die Entstehungsgeschichte im 9. Jahrhundert bisher jedoch nicht zweifelsfrei beweisen, vielmehr wird davon ausgegangen, dass die Fundamentreste eher dem 11. bzw. 12. Jahrhundert zuzuordnen sind. Ein erster urkundlicher Hinweis auf die Kirche stammt aus dem Jahre 1227, die erste urkundliche Erwähnung der Jakobskirche von 1301.
Im 10. Jahrhundert soll an ihrer Stelle der erste Saalbau entstanden sein, um 1100 folgte ein zweiter mit Turm, Langschiff und Apsis. Im 15. Jahrhundert folgte schließlich der Umbau zu einer gotischen Hallenkirche.
Bis zur Reformation fanden in der Jakobskirche Gottesdienste statt, welche ab 1710 nochmals stattfanden, die Kirche diente damals als Filialkirche zur nur wenige Meter entfernten Martini-Kirche.

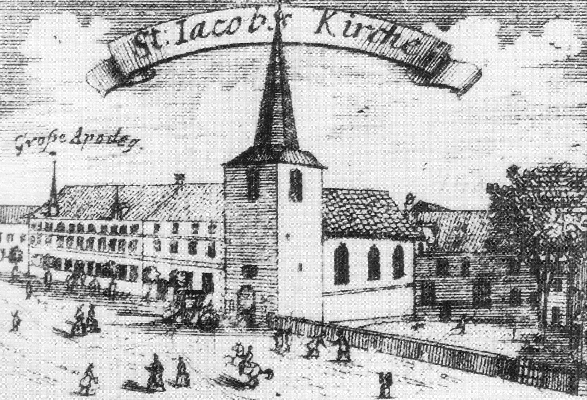
Darstellung der Jakobskirche von 1711

Einem Stich aus dem 18. Jahrhundert zufolge, ähnelte die Jakobskirche zu dieser Zeit in ihrer äußeren Erscheinung der ebenfalls nahegelegenen Michaeliskirche, d. h., sie besaß einen quadratischen Westturm mit westlichem Portal und einer spitz zulaufenden Turmhaube.
1794/95 wurden sowohl der Turm als auch die Gewölbe abgerissen und der verbleibende Bau fortan als zweigeschossiges Lagergebäude für Tuche (sogenanntes „kleines Gewandhaus“) genutzt – das eigentliche Gewandhaus befindet sich nur wenige Meter von der Jakobskirche entfernt. Im Jahre 1861 wurde das Gebäude als Getreide- und Produktenbörse genutzt.

### Zerstörung und Wiederaufbau
Während des Zweiten Weltkrieges wurde das Gebäude vor allem durch die schweren Bombenangriffe des Jahres 1944 bis auf die Grundmauern zerstört. 1954 fand eine Ausgrabung mit Untersuchung der Reste der Vorgängerbauten statt. Erst 1977/78, über 30 Jahre nach Kriegsende, fand der Wiederaufbau in Anlehnung an das äußere Erscheinungsbild des 15. Jahrhunderts statt, da aus dieser Zeit und trotz Kriegseinwirkung noch der Chor und die Südwand erhalten waren. Heute wird die ehemalige Jakobskirche als Gemeindehaus der Gemeinde St. Martini genutzt. Im Keller befindet sich eine archäologische Ausgrabungsstätte, die die architektonischen Ursprünge des Bauwerkes veranschaulicht.